# Världsmästerskapen i skidskytte 2009
Världsmästerskapen i skidskytte 2009 avgjordes i Pyeongchang i Sydkorea 14 till 22 februari 2009. 
Mästerskapen omfattade totalt 11 tävlingar: sprint, jaktstart, distans, masstart, stafett för såväl damer som för herrar samt en mixstafett. Alla grenar ingick även i världscupen 2008/2009.
Pyeongchang vann omröstningen om arrangörskapet över Chanty-Mansijsk, Ryssland.
Mästerskapets maskot kallas Noondongi och översätt till Snöbarn på svenska.

## Schema
| Datum       | Tid (svensk) | Gren                         |
| ----------- | ------------ | ---------------------------- |
| 14 februari | 8:45         | Sprint (7,5 km) - Damer      |
| 14 februari | 11:15        | Sprint (10,0 km) - Herrar    |
| 15 februari | 9:00         | Jaktstart (10,0 km) - Damer  |
| 15 februari | 11:15        | Jaktstart (12,5 km) - Herrar |
| 17 februari | 6:15         | Distans (20,0 km) - Herrar   |
| 18 februari | 10:15        | Distans (15,0 km) - Damer    |
| 19 februari | 10:00        | Mixstafett                   |
| 21 februari | 9:15         | Masstart (15,0 km) - Herrar  |
| 21 februari | 11:15        | Stafett (4x6 km) - Damer     |
| 22 februari | 12:15        | Masstart (12,5 km) - Damer   |
| 22 februari | 14:15        | Stafett (2x7,5 km) - Herrar  |

## Sveriges deltagare

### Damer
- Anna Carin Zidek
- Anna Maria Nilsson
- Elisabeth Högberg
- Helena Jonsson
- Sofia Domeij

### Herrar
- Björn Ferry
- Carl Johan Bergman
- David Ekholm
- Magnus Jonsson
- Mattias Nilsson

## Resultat

### Damer
För placering 4-10 och svenska placeringar, klicka på "Visa".

### Herrar
För placering 4-10, klicka på "Visa".

### Mixstafett
För placering 4-10, klicka på "Visa".

## Medaljfördelning
| Nr | Land      | Guld | Silver | Brons | Totalt |
| -- | --------- | ---- | ------ | ----- | ------ |
| 1  | Norge     | 4    | 1      | 3     | 8      |
| 2  | Tyskland  | 2    | 4      | 2     | 8      |
| 3  | Ryssland  | 2    | 1      | 3     | 6      |
| 4  | Österrike | 1    | 2      | 0     | 3      |
| 5  | Sverige   | 1    | 1      | 1     | 3      |
| 6  | Frankrike | 1    | 0      | 1     | 2      |
| 7  | Slovakien | 0    | 1      | 0     | 1      |
| 7  | Slovenien | 0    | 1      | 0     | 1      |
| 9  | Kroatien  | 0    | 0      | 1     | 1      |

Källa: Officiell webbplats
| Nr | Medaljör             | Land      | Guld | Silver | Brons | Totalt |
| -- | -------------------- | --------- | ---- | ------ | ----- | ------ |
| 1  | Ole Einar Bjørndalen | Norge     | 3    | 0      | 0     | 3      |
| 2  | Kati Wilhelm         | Tyskland  | 2    | 1      | 0     | 3      |
| 3  | Olga Zajtseva        | Ryssland  | 1    | 0      | 2     | 3      |
| 4  | Helena Jonsson       | Sverige   | 1    | 0      | 1     | 2      |
| 5  | Dominik Landertinger | Österrike | 1    | 0      | 0     | 1      |
| 6  | Maksim Tjudov        | Ryssland  | 0    | 1      | 0     | 1      |
| 6  | Simone Hauswald      | Tyskland  | 0    | 1      | 0     | 1      |
| 6  | Lars Berger          | Norge     | 0    | 1      | 0     | 1      |
| 6  | Christoph Stephan    | Tyskland  | 0    | 1      | 0     | 1      |
| 6  | Teja Gregorin        | Slovenien | 0    | 1      | 0     | 1      |
| 6  | Christoph Sumann     | Österrike | 0    | 1      | 0     | 1      |
| 12 | Halvard Hanevold     | Norge     | 0    | 0      | 1     | 1      |
| 12 | Alexander Os         | Norge     | 0    | 0      | 1     | 1      |
| 12 | Jakov Fak            | Kroatien  | 0    | 0      | 1     | 1      |
| 12 | Tora Berger          | Norge     | 0    | 0      | 1     | 1      |
| 12 | Ivan Tjerezov        | Ryssland  | 0    | 0      | 1     | 1      |
| 12 | Anastasija Kuzmina   | Slovakien | 0    | 0      | 1     | 1      |

## Deltagare
250 skidskyttar från 39 nationer deltar i 2009 års VM i skidskytte, varav 151 är män och 99 är kvinnor.
| Land       | Herrar | Damer |
| ---------- | ------ | ----- |
| Australien | 2      | 0     |
| Brasilien  | 1      | 0     |
| Bulgarien  | 4      | 4     |
| Estland    | 5      | 4     |
| Finland    | 4      | 5     |
| Frankrike  | 5      | 5     |
| Grekland   | 4      | 1     |
| Grönland   | 2      | 2     |
| Italien    | 5      | 5     |
| Japan      | 4      | 4     |
| Kanada     | 4      | 4     |
| Kazakstan  | 5      | 5     |
| Kina       | 4      | 6     |

| Land          | Herrar | Damer |
| ------------- | ------ | ----- |
| Kroatien      | 1      | 4     |
| Lettland      | 5      | 4     |
| Litauen       | 0      | 1     |
| Makedonien    | 2      | 0     |
| Moldavien     | 2      | 3     |
| Nederländerna | 1      | 0     |
| Norge         | 6      | 6     |
| Nya Zeeland   | 1      | 1     |
| Polen         | 5      | 5     |
| Rumänien      | 1      | 5     |
| Ryssland      | 7      | 5     |
| Schweiz       | 5      | 1     |
| Serbien       | 4      | 0     |

| Land           | Herrar | Damer |
| -------------- | ------ | ----- |
| Slovenien      | 5      | 4     |
| Slovakien      | 5      | 3     |
| Spanien        | 1      | 1     |
| Storbritannien | 5      | 4     |
| Sverige        | 5      | 5     |
| Sydkorea       | 4      | 4     |
| Tjeckien       | 5      | 5     |
| Tyskland       | 6      | 6     |
| Ukraina        | 6      | 6     |
| Ungern         | 4      | 0     |
| USA            | 5      | 5     |
| Vitryssland    | 5      | 5     |
| Österrike      | 6      | 1     |

## Dopningsfall
Dagen före VM-premiären bekräftades det att tre ryska skidskyttar åkt fast för dopning. De testades positivt för dopning i samband med världscuptävlingar i Östersund december 2008:
- Jekaterina Jurjeva,  Ryssland
- Dmitrij Jarosjenko,  Ryssland
- Albina Achatova,  Ryssland